# Lógica (plan aprendizaje)

## Lógica. Concepto
La lógica es una ciencia formal que estudia los principios de la demostración y la inferencia válida. La palabra deriva del griego antiguo (λογική logikḗ) que significa «dotado de razón, intelectual, dialéctico, argumentativo» seguido de  λόγος (lógos), que significa «palabra, pensamiento, idea, argumento, razón o principio».
Así como el objeto de estudio tradicional de la química es la materia, y el de la biología la vida, el de la lógica es la inferencia. La inferencia es el proceso por el cual se derivan conclusiones a partir de premisas. La lógica investiga los fundamentos por los cuales algunas inferencias son aceptables, y otras no. Cuando una inferencia es aceptable, lo es por su estructura lógica, y no por el contenido específico del argumento o el lenguaje utilizado. Por esta razón la lógica se considera una ciencia formal, como la matemática, en vez de una ciencia empírica.
La lógica tradicionalmente se consideró una rama de la filosofía. Pero desde finales del siglo XIX, su formalización simbólica ha demostrado una íntima relación con las matemáticas, y dio lugar a la lógica matemática. En el siglo XX la lógica ha pasado a ser principalmente la lógica simbólica, un cálculo definido por símbolos y reglas de inferencia, lo que ha permitido su aplicación a la informática.
Hasta el siglo XIX, la lógica aristotélica y estoica mantuvo siempre una relación con los argumentos formulados en lenguaje natural. Por eso aunque eran formales, no eran formalistas. Hoy esa relación se trata bajo un punto de vista completamente diferente. La formalización estricta ha mostrado las limitaciones de la lógica tradicional o aristotélica, que hoy se interpreta como una parte pequeña de la lógica de clases.

## Lógica. Historia
La historia de la lógica documenta el desarrollo de la lógica en varias culturas y tradiciones a lo largo de la historia. Aunque muchas culturas han empleado intrincados sistemas de razonamiento, e, incluso, el pensamiento lógico estaba ya implícito en Babilonia en algún sentido, la lógica como análisis explícito de los métodos de razonamiento ha recibido un tratamiento sustancial solo originalmente en tres tradiciones: la Antigua China, la Antigua India y la Antigua Grecia.
Aunque las dataciones exactas son inciertas, particularmente en el caso de la India, es probable que la lógica emergiese en las tres sociedades hacia el siglo IV a. C. El tratamiento formalmente sofisticado de la lógica proviene de la tradición griega, especialmente del Organon aristotélico, cuyos logros serían desarrollados por los lógicos islámicos y, luego, por los lógicos de la Edad Media europea. El descubrimiento de la lógica india entre los especialistas británicos en el siglo XVIII influyó también en la lógica moderna.

### La Época Antigua
La lógica, como un análisis de los métodos de razonamiento, se desarrolló originalmente en tres civilizaciones de la historia antigua: China, India y Grecia, entre el siglo V y el siglo I a. C.
En China no duró mucho tiempo: la traducción y la investigación escolar en lógica fue reprimida por la dinastía Qin, acorde con la filosofía legista. En India, la lógica duró bastante más: se desarrolló hasta que en el mundo islámico apareció la escuela de Asharite, la cual suprimió parte del trabajo original en lógica.
Aristóteles es considerado el fundador de la lógica como propedéutica o herramienta básica para todas las ciencias. Fue el primero en formalizar los razonamientos, utilizando letras para representar términos. También fue el primero en emplear el término <<lógica>> para referirse al estudio de los argumentos dentro del <<lenguaje apofánico>> como manifestador de la verdad en la ciencia. Sostuvo que la verdad manifiesta en el juicio verdadero y el argumento válido en el silogismo: <<Silogismo es un argumento en el cual, establecidas ciertas cosas, resulta necesariamente de ellas, por ser lo que son, otra cosa diferente>>.